# Yuxtaposición (gramática)
En gramática, yuxtaposición (del latín iuxtā “junto a" y posición) es, junto a la coordinación y la subordinación, uno de los modos de unir dos oraciones simples para formar una oración compuesta.
A diferencia de los otros procedimientos, la yuxtaposición no utiliza nexos, pero sí signos gráficos de puntuación en la lengua escrita para relacionar dos proposiciones. Eso hace que con frecuencia sea ambigua y dé lugar a interpretaciones sintácticas distintas entre un hablante y otro si el contexto no está suficientemente claro o las presuposiciones no son muy explícitas.
Ejemplos en español:
- "Hace deporte, lee, va al cine..."
- "Jugué al fútbol; me lesioné"
- "La jueza hizo una señal; los corredores se colocaron en sus puestos"
- "El niño lloró; el padre lo atendió"
- "Él tiene hambre; ella tiene el pelo rizado"